# NGC 2962
NGC 2962 је спирална галаксија у сазвежђу Хидра која се налази на NGC листи објеката дубоког неба.
Деклинација објекта је + 5° 9' 57" а ректасцензија 9h 40m 54,0s. Привидна величина (магнитуда) објекта NGC 2962 износи 12,0 а фотографска магнитуда 12,9. Налази се на удаљености од 33,867 милиона парсека од Сунца. NGC 2962 је још познат и под ознакама UGC 5167, MCG 1-25-11, CGCG 35-28, PGC 27635.